# Vall d’Alba
Vall d’Alba (auch: La Vall d’Alba) ist eine Gemeinde (municipio) mit 3.103 Einwohnern (Stand: 2024) in der Provinz Castellón der Autonomen Gemeinschaft Valencia in Spanien. Neben dem Hauptort gehören auch die Ortschaften La Barona, Mas de Campos, Mas de Cholito, Mas de la Matisa, Mas de la Obrera, Mas de la Sena, Mas de Roures, Mas del Curro, Montalba, La Pelechaneta und Les Ramblelles zur Gemeinde.

## Geografie
Vall d’Alba liegt etwa 22 Kilometer nördlich von der Provinzhauptstadt Castellón de la Plana in einer Höhe von ca. 300 m in der Comarca Plana Alta. 

## Bevölkerungsentwicklung
| Jahr      | 1970 | 1981 | 1991 | 2001 | 2011 | 2021 |
| Einwohner | 2299 | 2135 | 1900 | 1996 | 3036 | 2943 |

## Sehenswürdigkeiten

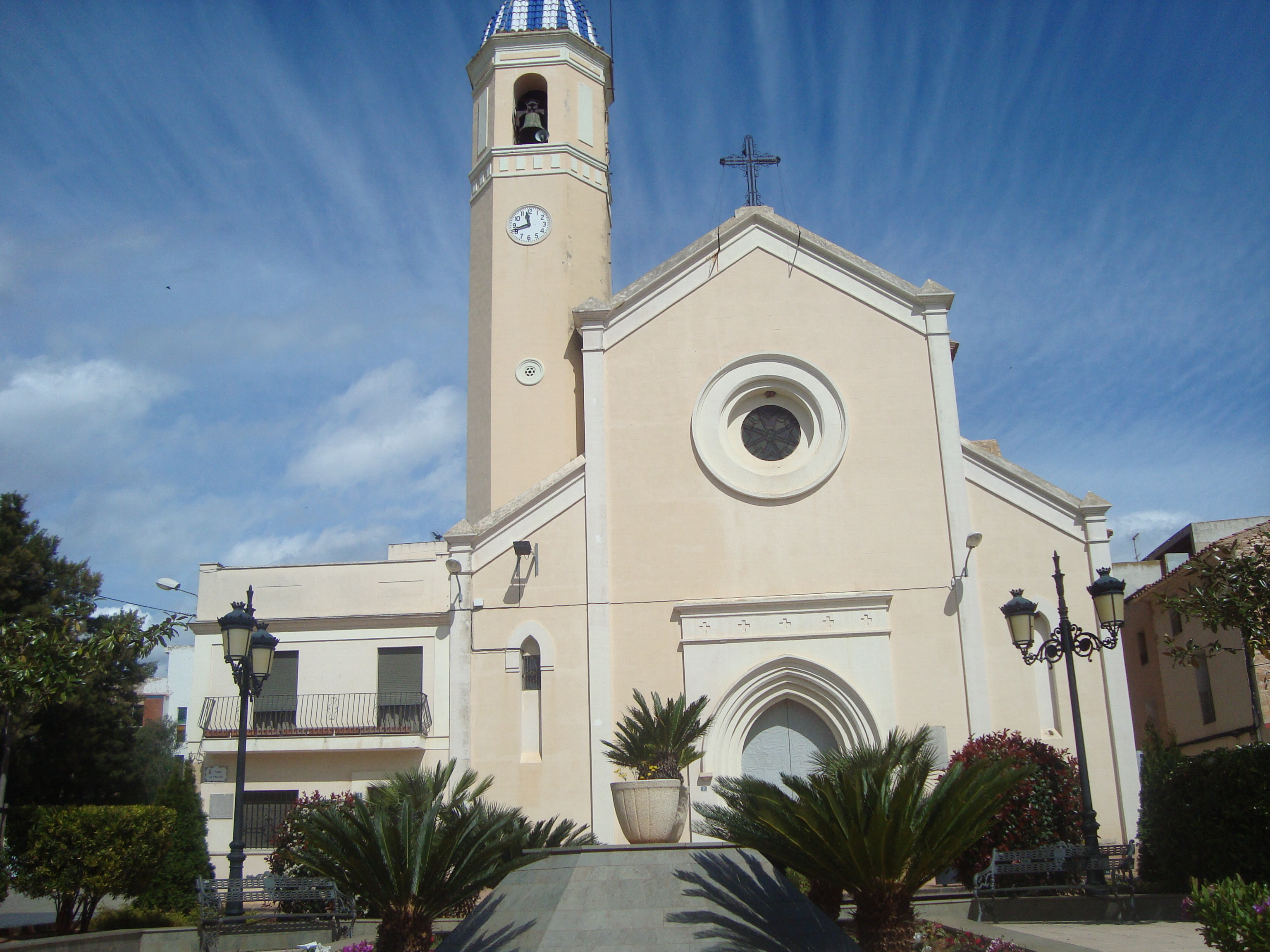
Johannes-der-Täufer-Kirche
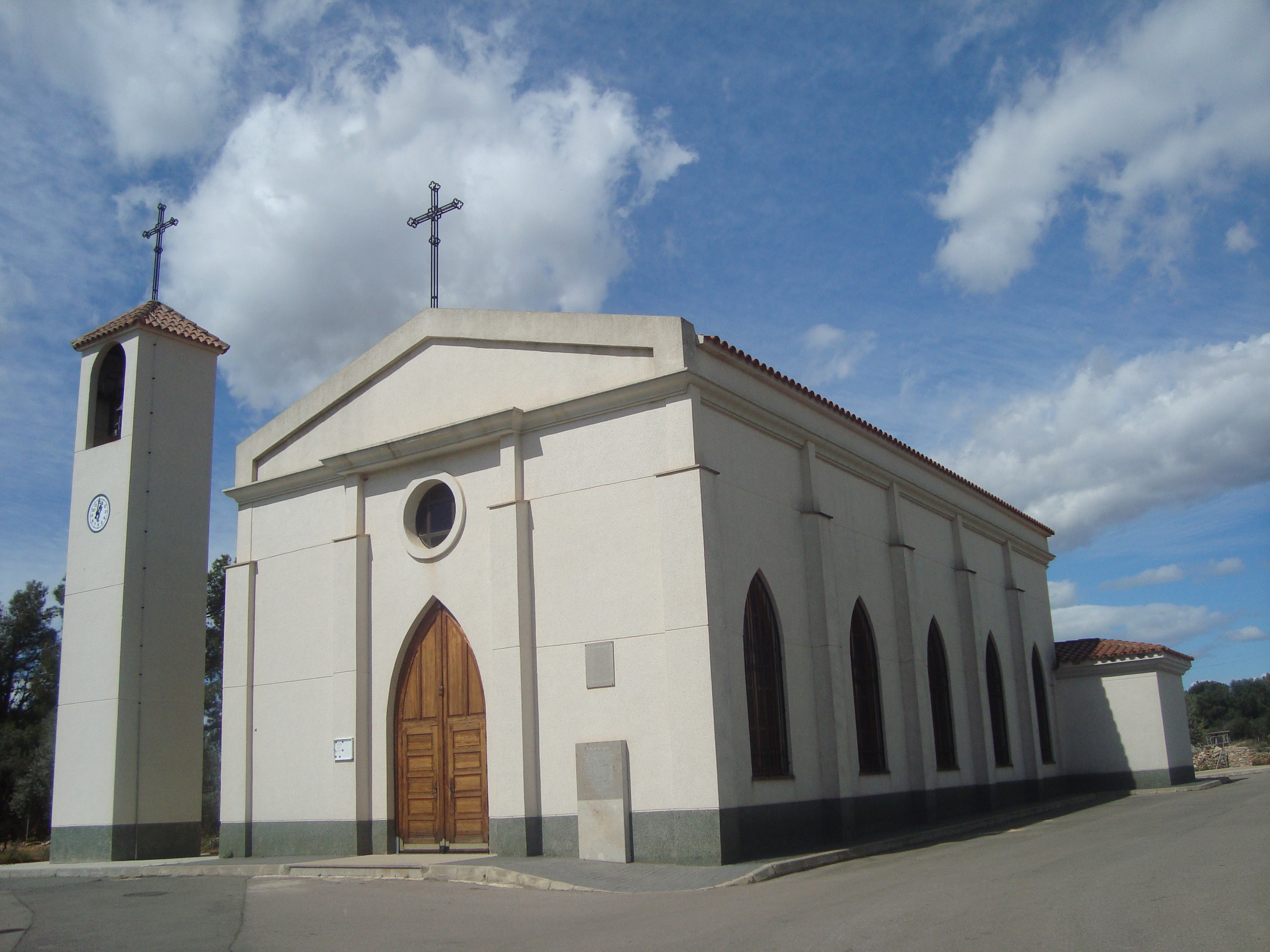
Marienkirche
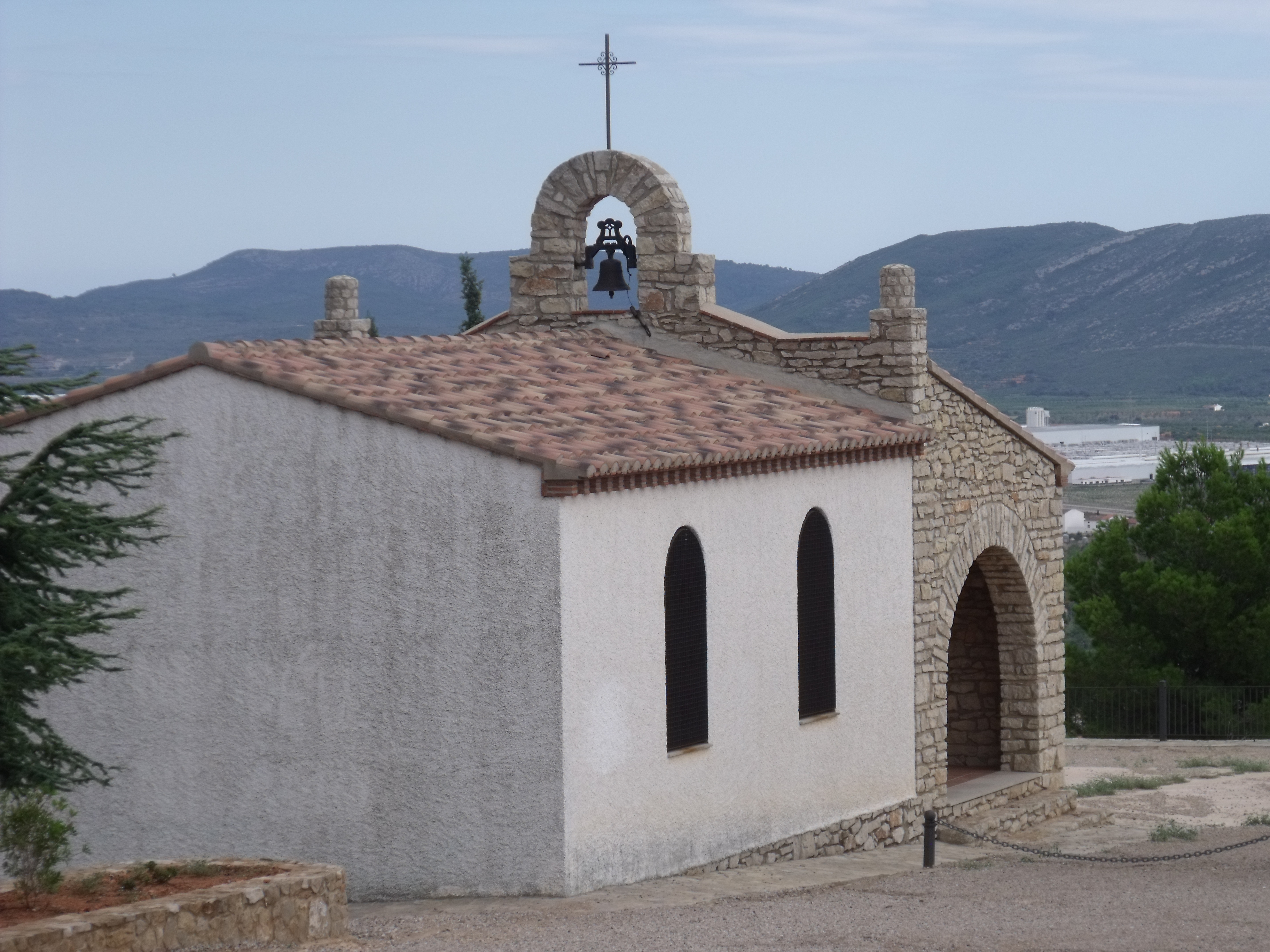
Christopheruskapelle
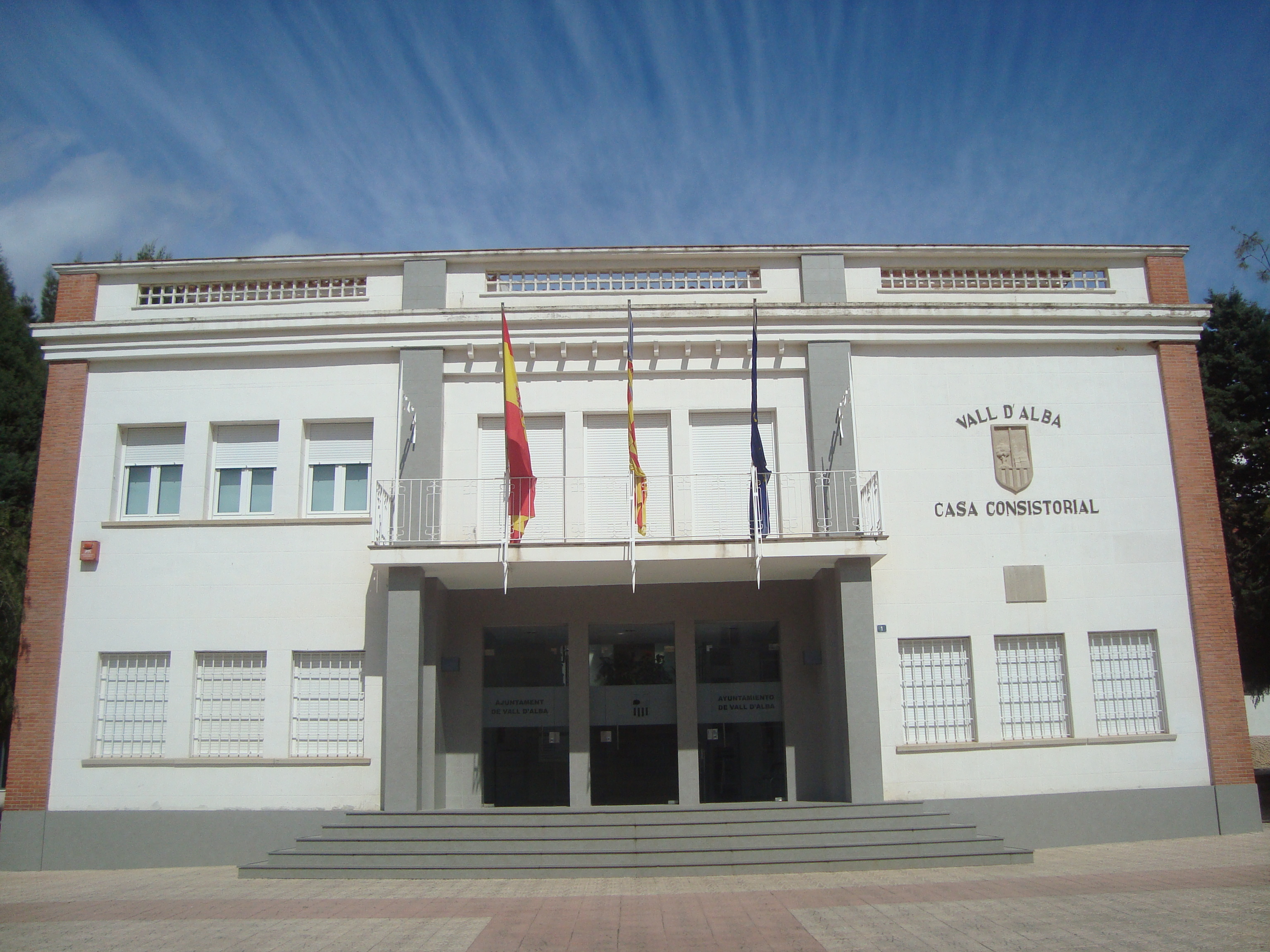
Antoniuskapelle

- Johannes-der-Täufer-Kirche
- Marienkirche
- Christopheruskapelle
- Rathaus